# Улрих фон Ортенбург
Улрих фон Ортенбург (на немски: Ulrich von Ortenburg; * 1188; † 14 септември 1253) e от 1221 г. епископ на Гурк в Каринтия. Той произлиза от фамилията на графовете на Ортенбург в Каринтия.

## Биография
Той е син на граф Ото II фон Ортенбург († сл. 1197, кръстоносен поход в Палестина) и съпругата му Бригита фон Ортенбург, дъщеря на граф Рапото I фон Ортенбург († 1190). Внук е на граф Ото I фон Ортенбург († 1147).
Улрих има военни проблеми със Залцбург, на 9 октомври 1232 г. се слключва мирен договор.